# Gilberto Owen
Gilberto Owen Estrada (El Rosario, Sinaloa, 13 de mayo de 1904-Filadelfia, 9 de marzo de 1952) fue un poeta mexicano de padre irlandés y madre mexicana. Ocupó cargos diplomáticos diversos. Estudió en el Instituto Científico y Literario y fue subdirector de la Biblioteca Pública de Toluca (1920-1923). 
Fue autor de Desvelo (1923, editado de manera póstuma), La llama fría  (1925), Novela como nube (1926), Línea (1930) y Perseo vencido (1949).

## Escritor y dramaturgo
Empezó a escribir y publicar en las revistas Esfuerzo y Manchas de tinta, de las cuales fue secretario, además de fundar y dirigir Raza nueva (1922) revista quincenal. En 1923 ingresó a la Escuela Nacional Preparatoria donde conoció a Xavier Villaurrutia y a Jorge Cuesta, su mejor amigo y quien lo introduciría a la lectura de los contemporáneos franceses. 
En 1925, Owen escribió La llama fría que, publicada por la revista El Universal Ilustrado, fue la primera de las novelas líricas con las que el grupo experimentó la prosa poética, en un franco desafío a la estética realista que comenzaba a imponer la novela de la Revolución mexicana.
Con Salvador Novo, Celestino Gorostiza, Xavier Villaurrutia, Jaime Torres Bodet, Jorge Cuesta, y los pintores Manuel Rodríguez Lozano y Carlos Lazo se dieron a la tarea de revisar los caminos de la poesía mexicana  buscando la purificación de este arte. Fundó al amparo económico de Antonieta Rivas Mercado, la revista y teatro Ulises, en el cual tradujo, dirigió y actuó en obras de autores europeos modernos, en un afán de divulgar la estética vanguardista con la que estaban comprometidos.

## Diplomático
Luego de publicar Novela como nube, se marchó a Nueva York en 1928 como escritor de la embajada mexicana, y se unió con artistas de la vanguardia europea y latinoamericana residentes en esa ciudad, como Federico García Lorca. Escribió un guion de cine para su amigo Emilio Amero y recuperó los poemas cubistas que conforman Línea, que había desechado a su salida de México y que Alfonso Reyes publicó en Buenos Aires, al lado de obras de Macedonio Fernández y Jorge Luis Borges. Viajó por Canadá y sirvió en los consulados de Detroit y Filadelfia antes de que lo destinaran a Perú. 
En el Perú, Owen conoció a Luis Alberto Sánchez Sánchez y comenzó a interesarse por la estética marxista que abandonó más tarde sin publicar nada de sus búsquedas, para regresar a la estética vanguardista. Se sabe que existió un proyecto de publicar un libro junto con Martín Adán, titulado Dos poemas de odio, pero no se llevó a cabo. En 1931 participó en las jornadas electorales a favor del APRA, que terminaron con el encarcelamiento de Víctor Raúl Haya de la Torre y la represión de Trujillo. Para alejarlo de la política peruana, el gobierno mexicano lo mandó a Guayaquil, Ecuador, en 1932, con la misión de abrir un consulado. Pero una vez ahí, no solamente recibió a los apristas peruanos exiliados, sino que se hizo amigo de Benjamín Carrión, el líder del naciente Partido Socialista Ecuatoriano y fue separado del servicio exterior por intervenir en la política de un país extranjero. Con sus propios medios y ayudado por sus amigos, marchó a Colombia, donde trabajó como maestro y periodista, y continuó involucrado en la política y en la vida cultural. 

Alejado del APRA y de las ideas marxistas, en 1935 se casó con Cecilia Salazar Roldán, hija del general conservador Víctor Manuel Salazar, pero su matrimonio duró muy poco. Trabó amistad con poetas y pintores colombianos, como Aurelio Arturo y Fernando Charry Lara, quien lo recuerda dedicado a traducir cables periodísticos y a esparcir su conocimiento de la literatura inglesa. En 1942, regresó a México, en donde era un desconocido debido a su larga ausencia y a su escasa obra. Reintegrado al servicio exterior, fue cónsul en Filadelfia donde falleció en 1952. Tenía 47 años y estaba ciego debido a su larga adicción al alcohol.

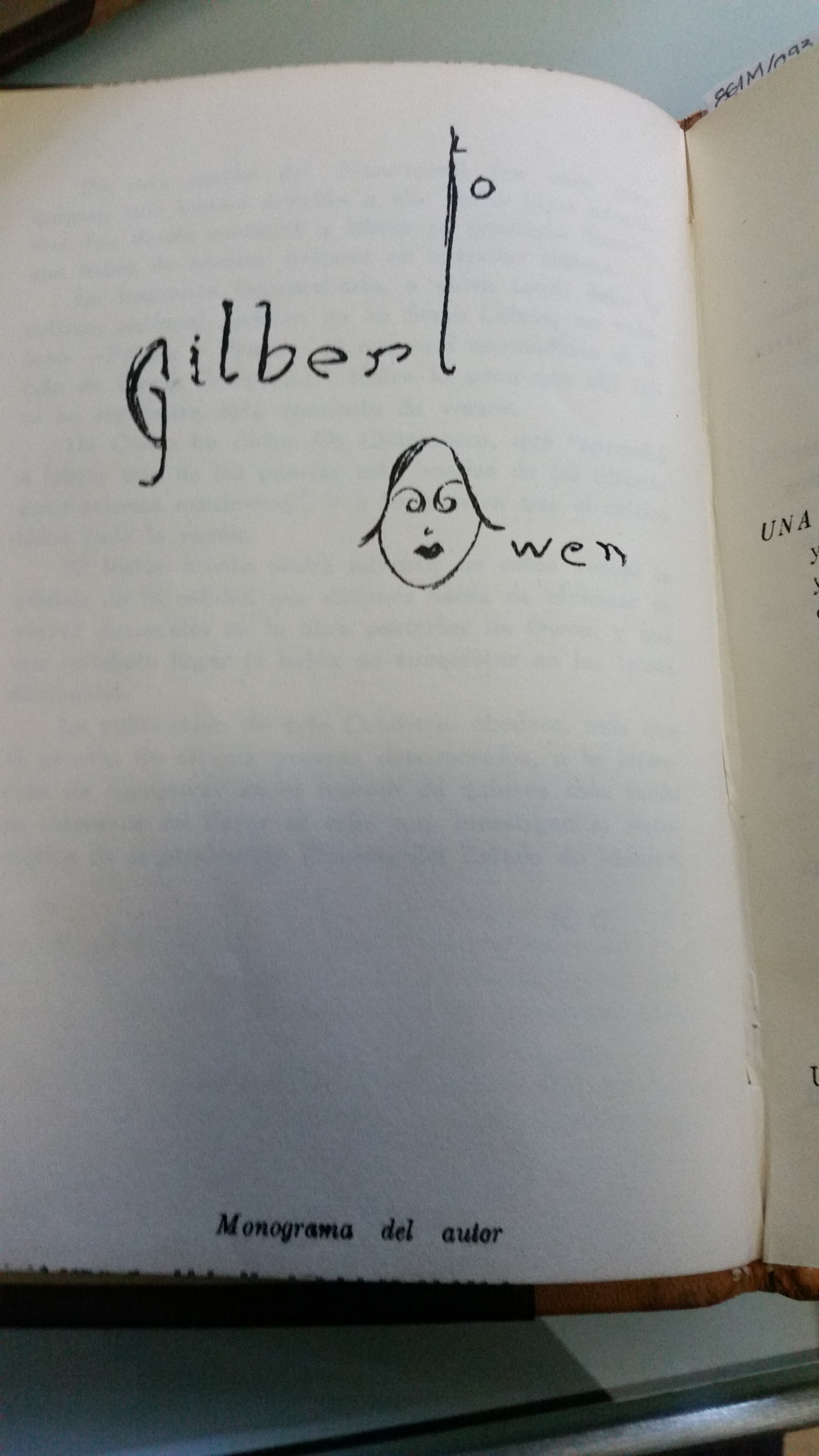
Monograma de Gilberto Owen

Publicada en 1948 en una edición muy limitada, su obra mayor, Perseo vencido llamó la atención de la crítica muchos años después, gracias a los ensayos de Tomás Segovia y al trabajo de recopilación de Josefina Procopio y Alí Chumacero.La mayor parte de sus obras de poesía y prosa permanecieron dispersas en revistas hasta que en 1953 la Universidad Nacional Autónoma de México editó Poesía y prosa, en ese momento la más completa edición de su obra, preparada por Procopio bajo supervisión del propio Owen, quien había muerto poco antes de su publicación. En 1979 el Fondo de Cultura Económica lanzó sus Obras, edición basada en la de 1953, pero con agregados y modificaciones. Desde entonces Owen es considerado uno de los poetas mexicanos más importantes del siglo XX, y los estudios sobre su obra se han multiplicado.

## Obra
La mayor importancia de Gilberto Owen radica en su libro de 1948, Perseo vencido, publicado por José de Jesús Soriano Martinez en Lima, Perú. Consta de tres partes: el "Madrigal por Medusa", que da título al volumen; la serie de poemas Sindbad el varado, Bitácora de febrero; el breve Libro de Ruth y Tres versiones superfluas. Se trata de un libro escrito durante aproximadamente 18 años, que ha sido interpretado de muy diversas maneras y que narra poéticamente la aventura espiritual de un enamorado, el intento de purificación y el fracaso del amor y de la poesía. Poemas No Coleccionados incluye Carta (Defensa del hombre) aparecida en la revista "Contemporáneos" de septiembre de 1930, entre otros poemas que fueron encontrados después de la muerte de Owen y un par que el mismo Gilberto entregó a Josefina Procopio para Poesía y Prosa, recopilación de sus obras. La llama fría  fue publicada como la novela semanal de "El Universal Ilustrado" el 6 de agosto de 1925. Novela como nube fue publicada en Ediciones Ulises en 1928. Examen de pausas apareció nuevamente en "Contemporáneos" en julio de 1928. Fuertemente influido por Rimbaud, T. S. Eliot y la estética vanguardista, Owen no dejó atrás su original formación barroca y construyó una obra llena de referencias cultas, cuyas claves esotéricas van siendo poco a poco descubiertas mientras se descubren también que muchos de los datos de su biografía son invenciones y metáforas del propio Gilberto Owen.

### Lista de obras
- Desvelo (1926)
- Novela como nube (1928)
- Línea (1930)
- El libro de Ruth (1946)
- Perseo vencido (1948)
- Poesía y Prosa (1953)

### Otras referencias (artículos académicos indexados, tesis, ediciones recientes)
CAJERO VÁZQUEZ, Antonio, "Cuaderno de Ocios: inéditos de Gilberto Owen", Revista Valenciana, n. 14, 2014. Disponible en:  http://www.revistavalenciana.ugto.mx/index.php/valenciana/article/view/78/114
CAJERO VÁZQUEZ, Antonio, "Traducción y mediación: la  obra dispersa de Gilberto Owen", Literatura Mexicana, 25 (2),2014. Disponible en: https://revistas-filologicas.unam.mx/literatura-mexicana/index.php/lm/article/view/768/767https://revistas-filologicas.unam.mx/literatura-mexicana/index.php/lm/article/view/768
CAJERO, Antonio, "Gilberto Owen en la revista Estampa (Bogotá, 1938-1942): textos desconocidos, Literatura Mexicana, 22 (2), 2011. Disponible en: , 
CALVILLO, Juan Carlos, «La medida exacta de su luz»: Emily Dickinson y las «Versiones a ojo» de Gilberto Owen, TRANS. Revista de Traductología, 22, 2018,pp. 237-247. Disponible en: https://revistas.uma.es/index.php/trans/article/view/4974
GARCÍA ÁVILA, Celene. Gilberto Owen en el Instituto Científico y Literario. La Colmena, [Universidad Autónoma del Estado de México.], n. 10, pp. 11-14, oct. 2017. ISSN 2448-6302. Disponible en: <https://lacolmena.uaemex.mx/article/view/6916>. [núm. 10, 1996 ] https: https://lacolmena.uaemex.mx/article/view/6916/5519//lacolmena.uaemex.mx/article/view/6916 /
GARCÍA, Celene, "Novela como nube o Narciso en los espejos",Anales De Literatura Hispanoamericana, 42, 315-328, 2013. Disponible en: https://revistas.ucm.es/index.php/ALHI/article/view/43669/41276 https://doi.org/10.5209/rev_ALHI.2013.v42.43669
GONZÁLEZ TAMAYO, Norman, Universidad Particular Politécnica de Loja: https://www.researchgate.net/publication/308911079_EN_BUSCA_DE_UN_PAIS_INTERIOR_LA_NOVELA_LIRICA_VANGUARDISTA_EN_GILBERTO_OWEN_ROSAMEL_DEL_VALLE_Y_HUMBERTO_SALVADOR? (TESIS)
HERNÁNDEZ MARZAL, Belen,  Mathématiques et langage poétique chez Gilberto Owen Mathematiques_et_langage_poetique_chez_Gilberto_Owen . Revista Brasileira de Ensino de Ciência e Tecnologia 6 (1), marzo, 2013.
ROSADO ZACARÍAS, Juan Antonio, El otro Owen, sabueso de su tiempo. La Colmena, n. 77, pp. 109-110, ene-mar 2013. ISSN 2448-6302. Disponible en: 
reseña de Gilberto Owen en El Tiempo de Bogotá, prosas recuperadas (1933-1935), M.A. Porrúa y UAEMéx, 2009
SÁNCHEZ PINEDA, Ernesto, Gilberto Owen Estrada. 2009.Gilberto Owen en El Tiempo de Bogotá,prosas recuperadas (1933-1935), 187-190 [RESEÑA]. _Revista_de_El_Colegio_de_San_Luis_Nueva_Epoca/Texto-Completo-del-No-2-Revista-de-El-Colegio-de-San-Luis.pdf
PALAFOX CABRERA, Jorge, Revista de El Colegio de San Luis • Nueva época • año III, número 6 • julio a diciembre de 2013 • El Colegio de San Luis. RESEÑA: Antonio Cajero Vázquez 2011. Gilberto Owen en Estampa. Textos olvidados y otros testimonios. San Luis Potosí: El Colegio de San Luis. 106 pp. Disponible en: 
f
OWEN, Gilberto, Gilberto Owen en El Tiempo de Bogotá, prosas recuperadas (1933-1935), selección, prólogo y notas Celene García Ávila y Antonio Cajero Vázquez, MIguel Ángel Porrúa y Universidad Autónoma del Estado de México, 2009. Consulte aquí el prólogo a este libro.